# Frontera entre Itàlia i Albània
La frontera entre Itàlia i Albània es la frontera internacional íntegrament marítima entre Itàlia, estat de la Unió Europea i integrat en l'espai Schengen, d'Albània, situada al Canal d'Òtranto. Ambdós estats signaren un tractat el 18 de desembre de 1992 que precisava la frontera fixada a partir de 17 punts.

## El tractat
El tractat es va signar a Tirana el 18 de desembre de 1992. El text del tractat estableix fronteres a l'estret d'Òtranto compost per 16 segments marítims de línia recta definits per 17 punts de coordenades individuals. El límit representa una línia equidistant aproximada entre Itàlia i Albània. El punt més septentrional del límit forma un punt marítim trifini amb Montenegro; el punt més meridional forma un punt de sortida marítim amb Grècia. El tractat és únic entre els tractats sobre fronteres marítimes, ja que permet que qualsevol dels conflictes sobre la frontera sigui remès per qualsevol dels països a la Cort Internacional de Justícia si no es pot resoldre per mitjans diplomàtics en un termini de quatre mesos.
El nom complet del tractat és Acord entre Albània i Itàlia per a la determinació de la plataforma continental de cadascun dels dos països.
- Punt 1 : 41° 16' 39" 18° 27' 43"
- Punt 2 : 41° 11' 37" 18° 32' 34"
- Punt 3 : 41° 08' 01" 18° 34' 37"
- Punt 4 : 41° 06' 29" 18° 35' 42"
- Punt 5 : 40° 55' 03" 18° 39' 31"
- Punt 6 : 40° 53' 06" 18° 39' 34"
- Punt 7 : 40° 50' 50" 18° 40' 16"
- Punt 8 : 40° 43' 59" 18° 42' 40"
- Punt 9 : 40° 40' 10" 18° 44' 23"
- Punt 10 : 40° 38' 46" 18° 44' 43"
- Punt 11 : 40° 35' 38" 18° 45' 35"
- Punt 12 : 40° 30' 44" 18° 47' 45"
- Punt 13 : 40° 23' 17" 18° 51' 05"
- Punt 14 : 40° 21' 30" 18° 51' 35"
- Punt 15 : 40° 18' 50" 18° 52' 48"
- Punt 16 : 40° 12' 13" 18° 57' 05"
- Punt 17 : 40° 07' 55" 18° 58' 38"